# Buckshot LeFonque
Buckshot LeFonque – zespół muzyczny stworzony przez Branforda Marsalisa. W założeniu Buckshot LeFonque miał stworzyć nowy gatunek, będący połączeniem klasycznego jazzu z rockiem i hip-hopem. Zespół wydał dwa albumy: Buckshot LeFonque (1994) i Music Evolution (1997). Pomimo przychylnych recenzji dla albumu Music Evolution, zespół nie odniósł komercyjnego sukcesu.
Nazwa „Buckshot LeFonque” pochodzi od pseudonimu saksofonisty jazzowego Juliana Adderleya.
Dzięki popularności utworu „Another Day”, zespół Buckshot LeFonque zaliczany jest do grupy artystów jednego przeboju.

## Albumy
- 1994: Buckshot LeFonque
- 1997: Music Evolution

## Single
- 1994: „Breakfast at Denny’s”
- 1994: „Some Cow Fonque”
- 1995: „No Pain, No Gain”
- 1997: „Another Day”
- 1997: „Music Evolution”